# Atletica leggera ai Giochi della XXXIII Olimpiade - Salto in alto femminile
Ai Giochi della XXXIII Olimpiade la competizione di Salto in alto femminile si è svolta nei giorni 2 e 4 agosto 2024 presso lo Stade de France di Parigi.

## Presenze ed assenze delle campionesse in carica
| Competizione         | Atleta             | Prestazione | Parigi 2024 |
| -------------------- | ------------------ | ----------- | ----------- |
| Olimpiadi 2020       | Marija Lasickene   | 2,04 m      | Assente     |
| Commonwealth 2022    | Lamara Distin      | 1,95 m      | Presente    |
| Asiatici 2022        | Safina Sadullayeva | 1,86 m      | Presente    |
| Panamericani 2023    | Rachel McCoy       | 1,87 m      | Non qual.   |
| Mondiali 2023        | Jaroslava Mahučich | 2,01 m      | Presente    |
| Europei 2024         | Jaroslava Mahučich | 2,01 m      | Presente    |
|                      |                    |             |             |
| Mondiali junior 2022 | Karmen Bruus       | 1,95 m      | Non selez.  |

1. ↑  La Federazione russa non è stata invitata ai Giochi.

Graduatoria mondiale
In base alla classifica della Federazione mondiale, le migliori atlete iscritte alla gara erano le seguenti:
| Pos. | Atleta             | Punti | Note |
| ---- | ------------------ | ----- | ---- |
| 1    | Jaroslava Mahučich | 1514  |      |
| 2    | Nicola Olyslagers  | 1425  |      |
| 3    | Angelina Topić     | 1370  |      |

## La gara

### Nuovi record
Durante la competizione è stato eguagliato un nuovo record nazionale:
- 1,92 m: Valdiléia Martins (Brasile), in Qualificazione

## Risultati

### Qualificazioni
Venerdì 2 agosto, ore 10:20.
Si qualificano alla finale gli atleti che superano l'asticella posta a 1,97 m (Q) o i migliori 12 atleti (q).
| Pos. | Gruppo | Atleta                | Nazionalità   | 1,83 m | 1,88 m | 1,92 m | 1,95 m | 1,97 m | Risultato | Note |
| ---- | ------ | --------------------- | ------------- | ------ | ------ | ------ | ------ | ------ | --------- | ---- |
| 1    | A      | Jaroslava Mahučich    | Ucraina       | –      | –      | o      | o      | r      | 1,95 m    | q    |
| 1    | B      | Nicola Olyslagers     | Australia     | –      | o      | o      | o      | r      | 1,95 m    | q    |
| 3    | A      | Eleanor Patterson     | Australia     | –      | o      | xo     | o      | r      | 1,95 m    | q, = |
| 4    | B      | Iryna Heraščenko      | Ucraina       | o      | o      | xo     | xo     | r      | 1,95 m    | q, = |
| 5    | B      | Safina Sadullayeva    | Uzbekistan    | o      | o      | o      | xxo    | r      | 1,95 m    | q,   |
| 6    | A      | Christina Honsel      | Germania      | o      | xo     | xo     | xxo    | r      | 1,95 m    | q, = |
| 7    | A      | Elena Kulichenko      | Cipro         | o      | xo     | o      | xxx    |        | 1,92 m    | q    |
| 8    | B      | Tatiána Goúsin        | Grecia        | o      | o      | xo     | xxx    |        | 1,92 m    | q    |
| 8    | A      | Nawal Meniker         | Francia       | o      | o      | xo     | xxx    |        | 1,92 m    | q    |
| 8    | B      | Buse Savaşkan         | Turchia       | o      | o      | xo     | xxx    |        | 1,92 m    | q, = |
| 11   | A      | Valdiléia Martins     | Brasile       | o      | xo     | xo     | xxr    |        | 1,92 m    | q, = |
| 12   | B      | Vashti Cunningham     | Stati Uniti   | o      | xxo    | xxo    | xxx    |        | 1,92 m    | q    |
| 12   | A      | Angelina Topić        | Serbia        | –      | xxo    | xxo    | xxx    |        | 1,92 m    | q    |
| 14   | B      | Imke Onnen            | Germania      | xo     | xxo    | xxo    | xxx    |        | 1,92 m    |      |
| 15   | A      | Rachel Glenn          | Stati Uniti   | o      | o      | xxx    |        |        | 1,88 m    |      |
| 15   | A      | Michaela Hrubá        | Rep. Ceca     | o      | o      | xxx    |        |        | 1,88 m    |      |
| 15   | A      | Morgan Lake           | Gran Bretagna | o      | o      | xxx    |        |        | 1,88 m    |      |
| 15   | B      | Airinė Palšytė        | Lituania      | o      | o      | xxx    |        |        | 1,88 m    |      |
| 19   | B      | Temitope Adeshina     | Nigeria       | o      | xo     | xxx    |        |        | 1,88 m    |      |
| 19   | A      | Mirela Demireva       | Bulgaria      | o      | xo     | xxx    |        |        | 1,88 m    |      |
| 19   | B      | Solène Gicquel        | Francia       | o      | xo     | xxx    |        |        | 1,88 m    |      |
| 19   | A      | Elizaveta Matveeva    | Kazakistan    | o      | xo     | xxx    |        |        | 1,88 m    |      |
| 19   | A      | Daniela Stanciu       | Romania       | o      | xo     | xxx    |        |        | 1,88 m    |      |
| 24   | B      | Lamara Distin         | Giamaica      | xo     | xo     | xxx    |        |        | 1,88 m    |      |
| 25   | A      | Rose Yeboah           | Ghana         | xo     | xxo    | xxx    |        |        | 1,88 m    |      |
| 26   | B      | Lia Apostolovski      | Slovenia      | o      | xxx    |        |        |        | 1,83 m    |      |
| 26   | B      | Elisabeth Pihela      | Estonia       | o      | xxx    |        |        |        | 1,83 m    |      |
| 28   | B      | Nadezhda Dubovitskaya | Kazakistan    | xo     | xxx    |        |        |        | 1,83 m    |      |
| 28   | B      | Ella Junnila          | Finlandia     | xo     | xxx    |        |        |        | 1,83 m    |      |
| 28   | A      | Maryja Žodzik         | Polonia       | xo     | xxx    |        |        |        | 1,83 m    |      |
|      | A      | Panagiota Dosi        | Grecia        | xxx    |        |        |        |        | nm        |      |
|      | B      | Julija Levčenko       | Ucraina       | xxx    |        |        |        |        | nm        |      |

### Finale

Video della Finale

| Record mondiale      | Jaroslava Mahučich | 2,10 m | Parigi | 7 luglio 2024  |
| Record olimpico      | Elena Slesarenko   | 2,06 m | Atene  | 28 agosto 2004 |
| Capolista stagionale | Jaroslava Mahučich | 2,10   | Parigi | 7 luglio 2024  |

Sabato 7 agosto, ore 19:35.
| Pos.    | Atleta             | Nazionalità | 1,86 m | 1,91 m | 1,95 m | 1,98 m | 2,00 m | 2,02 m | 2,04 m | Risultato | Note |
| ------- | ------------------ | ----------- | ------ | ------ | ------ | ------ | ------ | ------ | ------ | --------- | ---- |
| Oro     | Jaroslava Mahučich | Ucraina     | -      | o      | o      | o      | o      | xx-    | x      | 2,00 m    |      |
| Argento | Nicola Olyslagers  | Australia   | -      | o      | o      | o      | xxo    | xxx    |        | 2,00 m    |      |
| Bronzo  | Iryna Heraščenko   | Ucraina     | o      | o      | o      | xxx    |        |        |        | 1,95 m    | =    |
| Bronzo  | Eleanor Patterson  | Australia   | o      | o      | o      | xxx    |        |        |        | 1,95 m    | =    |
| 5       | Vashti Cunningham  | Stati Uniti | o      | xo     | o      | xxx    |        |        |        | 1,95 m    |      |
| 6       | Christina Honsel   | Germania    | xo     | o      | xo     | xxx    |        |        |        | 1,95 m    | =    |
| 7       | Elena Kulichenko   | Cipro       | o      | xo     | xxo    | xxx    |        |        |        | 1,95 m    |      |
| 7       | Safina Sadullayeva | Uzbekistan  | o      | xo     | xxo    | xxx    |        |        |        | 1,95 m    | =    |
| 9       | Tatiána Goúsin     | Grecia      | o      | xxx    |        |        |        |        |        | 1,86 m    |      |
| 10      | Buse Savaşkan      | Turchia     | xo     | xxx    |        |        |        |        |        | 1,86 m    |      |
| 11      | Nawal Meniker      | Francia     | xxo    | xxx    |        |        |        |        |        | 1,86 m    |      |
|         | Valdiléia Martins  | Brasile     | x, rin |        |        |        |        |        |        | nm        |      |
|         | Angelina Topić     | Serbia      |        |        |        |        |        |        |        | NP        |      |